# Agustín Prado
Agustín Prado – piłkarz urugwajski, obrońca.
Jako piłkarz klubu CA Bella Vista wziął udział w turnieju Copa América 1937, gdzie Urugwaj zajął czwarte miejsce. Prado nie zagrał w żadnym meczu.
Po turnieju przeniósł się do klubu CA Peñarol, z którym w 1938 roku zdobył mistrzostwo Urugwaju. Sukces ten powtórzył w 1944 roku.
Jako piłkarz Peñarolu wziął udział w turnieju Copa América 1945, gdzie Urugwaj zajął czwarte miejsce. Prado zagrał w pięciu meczach – z Kolumbią, Brazylią, Boliwią, Chile i Argentyną.
Prado od 18 czerwca 1938 roku do 25 lutego 1945 roku rozegrał w reprezentacji Urugwaju 7 meczów, w których nie zdobył żadnej bramki.